# 观海卫城

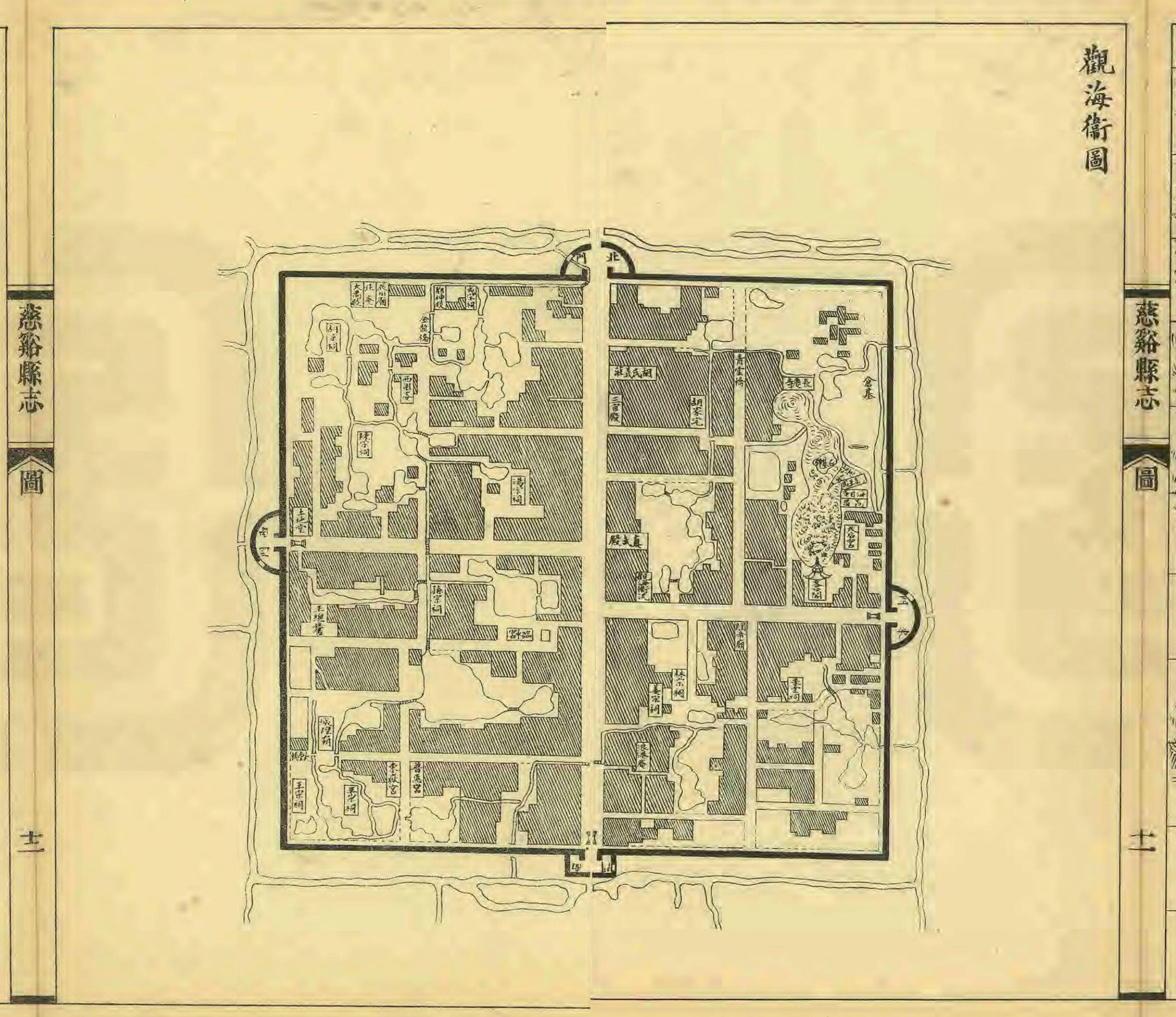
民国三年（1914）《慈谿县志》观海卫城图。

观海卫城位于中国浙江省宁波慈溪市观海卫镇，现存护城河。
观海卫为明朝设置的卫所，因传秦始皇东巡时曾在此观海故名，洪武二十年（1387）信国公汤和奉诏建置，治所位于宁波府慈谿县西北一百一十五里之浪港山（今名卫山）南，介于三山所与龙山所之间。清代演变为集镇，民国二十一年（1932）设观城镇，2001年与原师桥镇、鸣鹤镇合并为观海卫镇。

## 卫城建筑
观海卫城墙原呈正方形，城周四里二百七十四步（约2358.4米），始建时高二丈，后增建至二丈四尺（约7.68米），厚三丈（约9.6米），初设东、南两座城门，后增至东西南北四座城门，分别为东门司晨门（后改迎曦门）、西门振武门，南门来薰门，北门拱宿门，南北两门相对，东西两门相错，门外均设瓮城与吊桥。护城河周九百一十四丈（约2924.8米），宽五尺（约1.6米），深五尺（约1.6米）。